# Bakaré Koné
Pour les articles homonymes, voir Koné.
Ne pas confondre avec Bakari Koné (né en 1981), un autre footballeur ivoirien et Bakary Koné (né en 1988), un footballeur burkinabé.
Bakaré Koné, né le 15 avril 1989 à Abidjan, est un footballeur ivoirien.

## Biographie

### Club
Il fut formé au club de l'ASEC Abidjan et passe en équipe A en 2008 il reste trois ans jusqu’à 2011 et decide de rejoindre le Wydad de Casablanca avec lequel il finit troisième du Championnat du Maroc 2012 derrière le FUS de Rabat et le Moghreb de Tetouan champion de l'édition 2012. Il marque son premier but avec le Wydad lors de la Coupe de la CAF contre Invincible Eleven sur une victoire du Wydad (4-1).

### Palmarès
- Champion de Maroc en 2015 avec le Wydad de Casablanca